# Аде (Франция)
Аде́ (фр. Adé, окс. Adèr) — коммуна во Франции, находится в регионе Юг — Пиренеи. Департамент — Верхние Пиренеи. Входит в состав кантона Лурд-Уэст. Округ коммуны — Аржелес-Газост.
Код INSEE коммуны — 65002.

## География
Коммуна расположена приблизительно в 670 км к югу от Парижа, в 130 км юго-западнее Тулузы, в 14 км к юго-западу от Тарба.
По территории коммуны протекают реки Жён и Грав (фр. Graves).

## Климат
Климат умеренно-океанический с солнечной тёплой погодой и обильными осадками на протяжении практически всего года.

## Население
Население коммуны на 2010 год составляло 741 человек.
| 1962 | 1968 | 1975 | 1982 | 1990 | 1999 | 2010 |
| ---- | ---- | ---- | ---- | ---- | ---- | ---- |
| 394  | 445  | 465  | 514  | 637  | 678  | 741  |

## Администрация
| Период | Период | Фамилия        | Партия       | Примечания |
| ------ | ------ | -------------- | ------------ | ---------- |
| 2001   | 2014   | Робер Бержеро  |              |            |
| 2014   | 2020   | Жан-Марк Буайя | беспартийный |            |

## Экономика
В 2010 году среди 500 человек трудоспособного возраста (15-64 лет) 348 были экономически активными, 152 — неактивными (показатель активности — 69,6 %, в 1999 году было 73,1 %). Из 348 активных жителей работали 321 человек (172 мужчины и 149 женщин), безработных было 27 (10 мужчин и 17 женщин). Среди 152 неактивных 37 человек были учениками или студентами, 58 — пенсионерами, 57 были неактивными по другим причинам.

## Достопримечательности
- Церковь Св. Ипполита
- Часовня Нотр-Дам-дю-Розер

## Фотогалерея

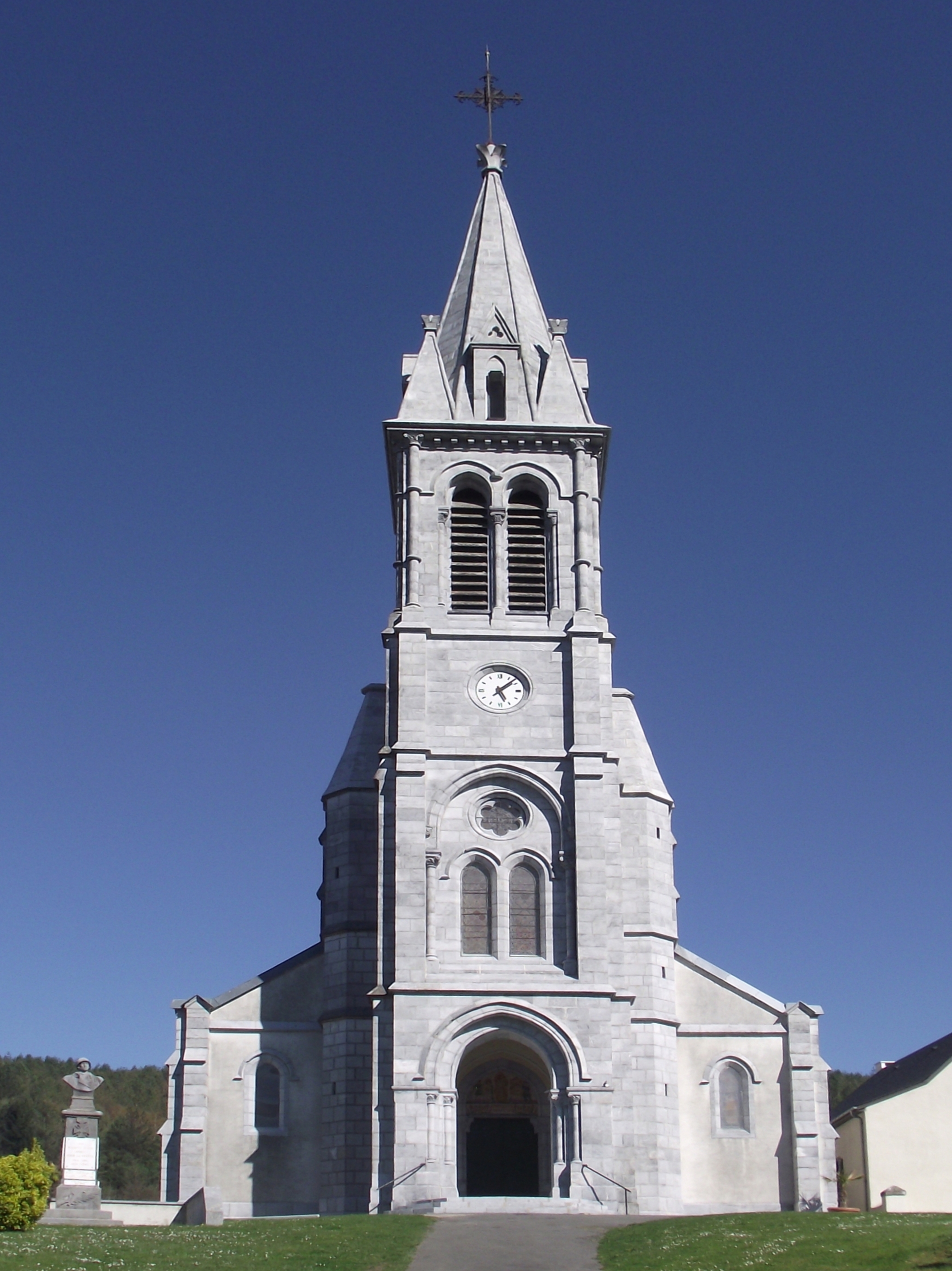
Церковь Св. Ипполита
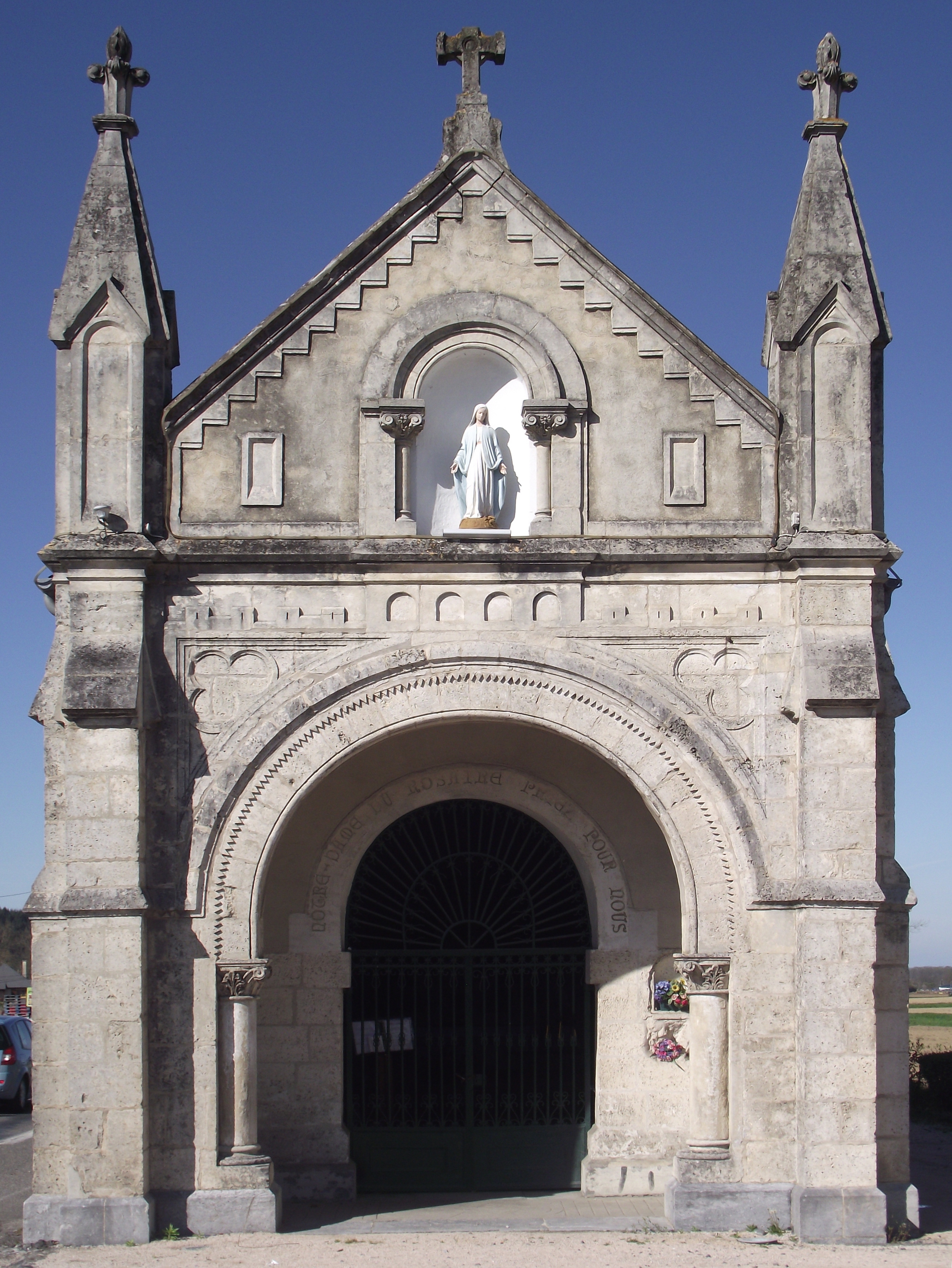
Часовня Нотр-Дам
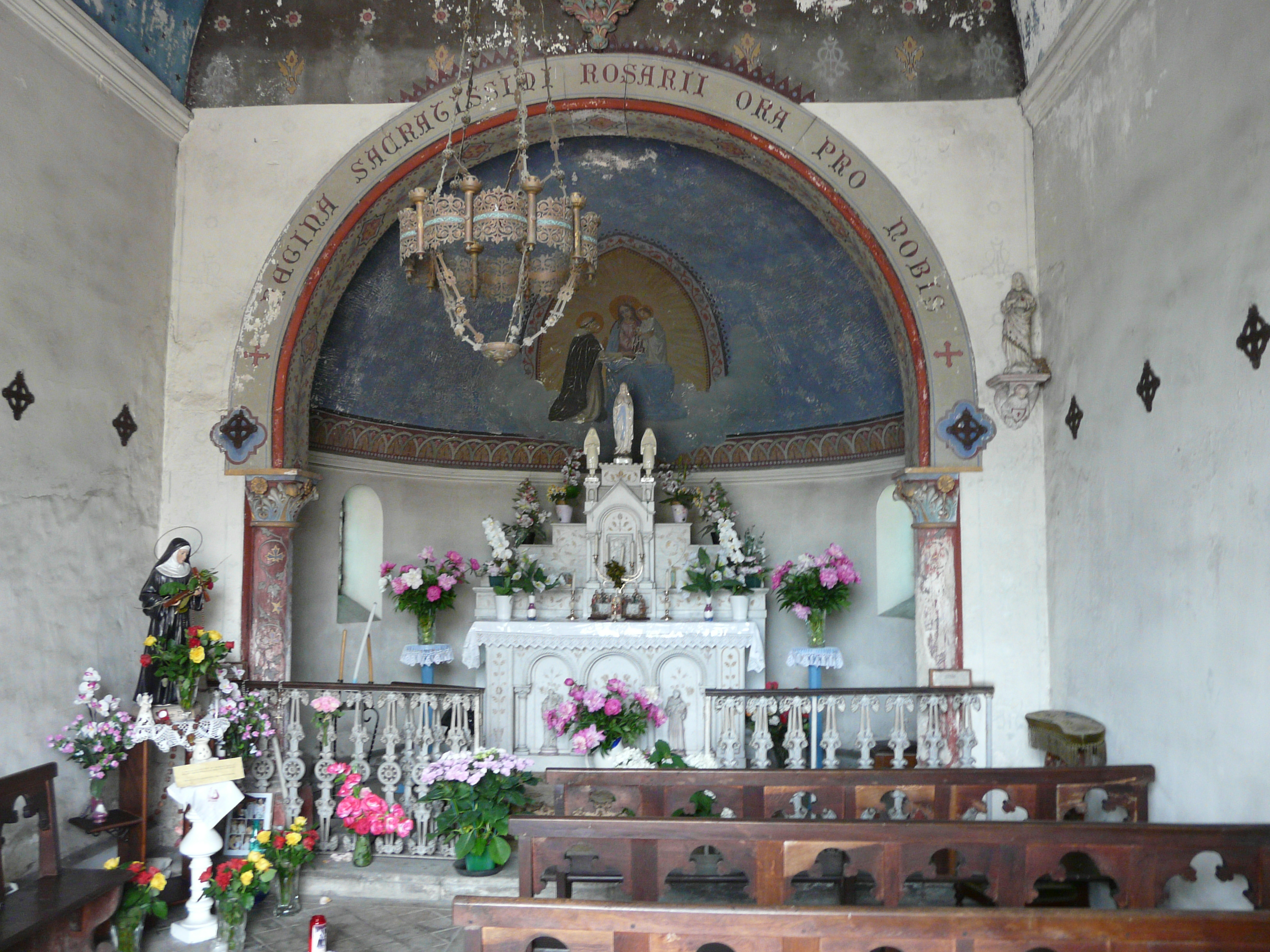
Интерьер часовни Нотр-Дам
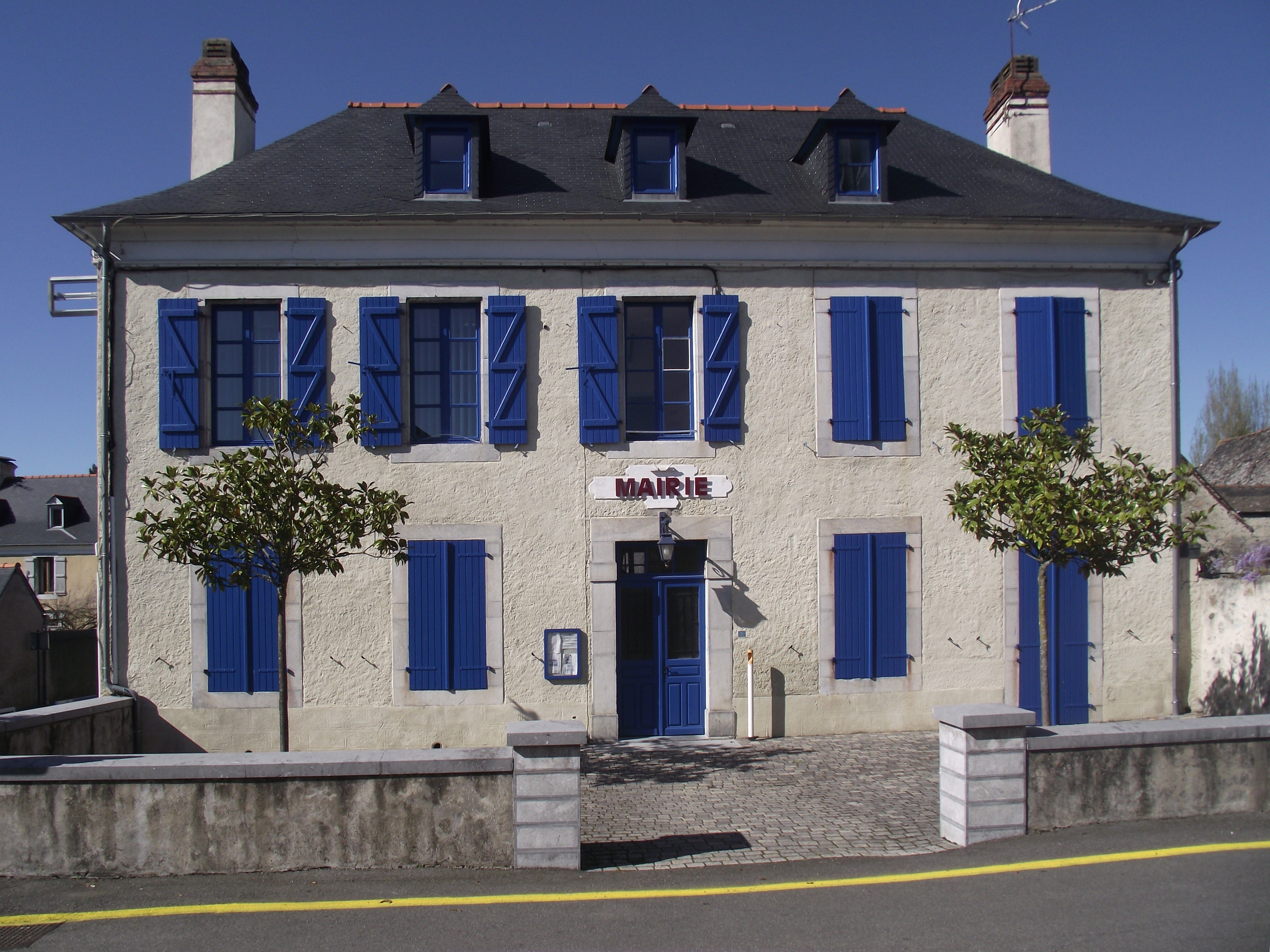
Мэрия
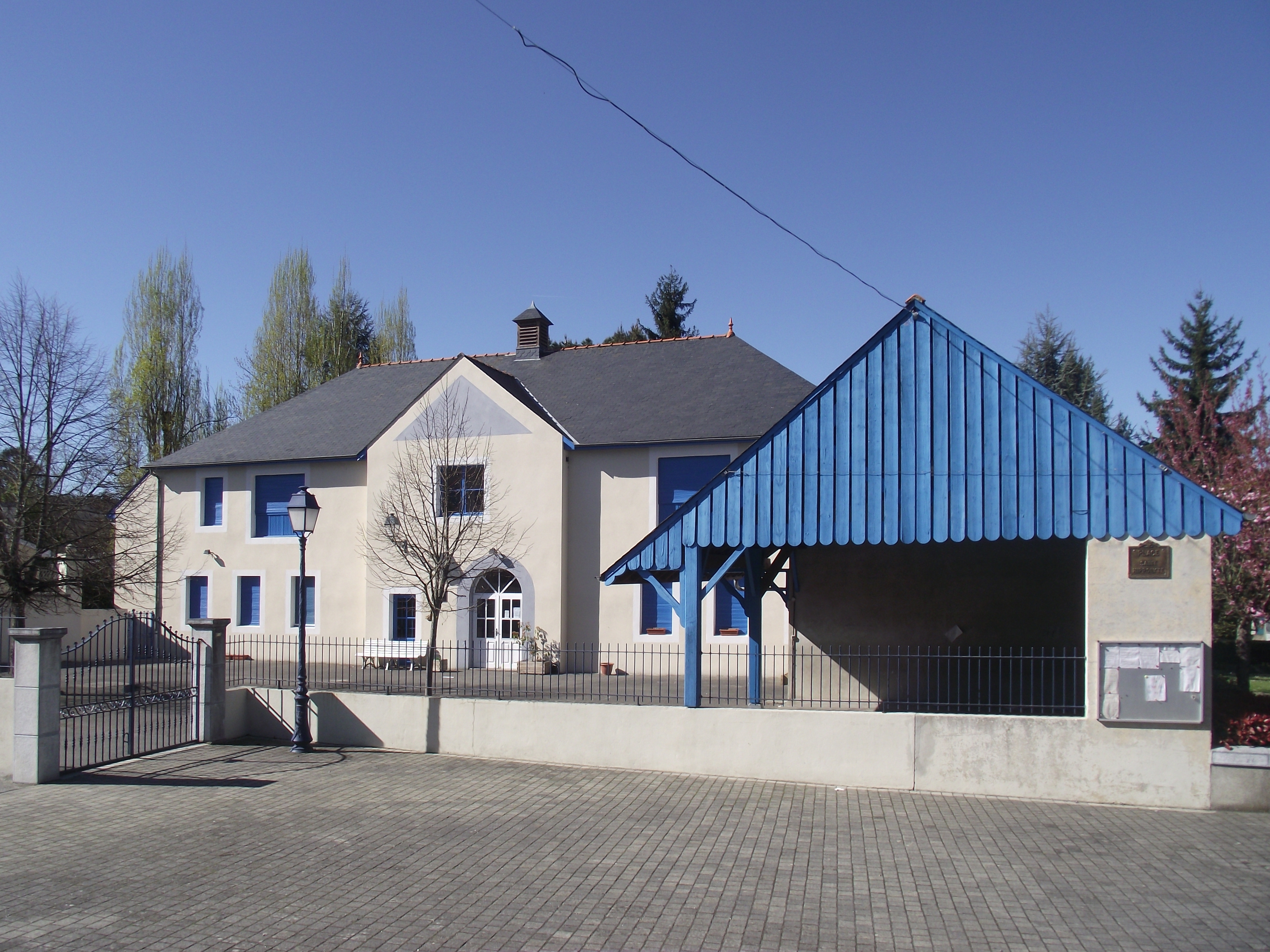
Школа
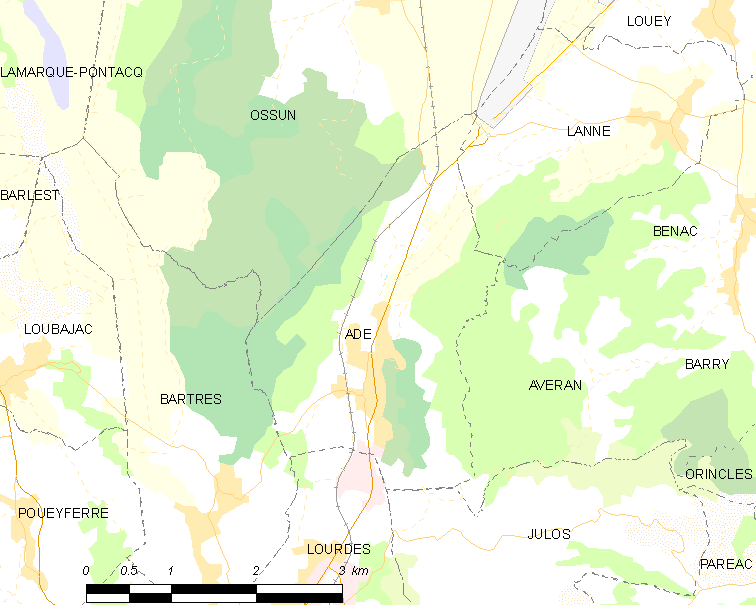
Карта коммуны